# Tadeu Amat i Brusi
Tadeu Amat y Brusi, CM (en catalán: Tadeu Amat i Brusi) (31 de diciembre de 1810 - 12 de mayo de 1878) fue un clérigo católico que se convirtió en el primer obispo de Los Ángeles, California.

## Primeros años
Amat nació en Barcelona, Cataluña, España el 31 de diciembre de 1810. Ingresó en la Congregación de la Misión, comúnmente llamada los Padres Vicentinos, en 1832 y fue ordenado como sacerdote de la Congregación el 23 de diciembre de 1837, en París, Francia, por Hyacinthe-Louis de Quélen, el Arzobispo de París. Luego fue enviado a los Estados Unidos como misionero en Luisiana. Más tarde se desempeñó como maestro de novicios para su congregación en Missouri y Pennsylvania.

## Obispo
El 28 de julio de 1853, mientras se desempeñaba como rector del Seminario de San Carlos Borromeo en Filadelfia, fue nombrado Obispo de Monterey en California. El anterior obispo de la diócesis, Joseph Sadoc Alemany, OP, había sido ascendido a arzobispo de la recién creada Arquidiócesis de San Francisco.
Amat fue consagrado obispo en Roma el 12 de marzo de 1854 por el cardenal Fransoni, prefecto de la Sagrada Congregación para la Propagación de la Fe . Reconociendo el crecimiento de Los Ángeles y el declive de Monterey, solicitó a la Santa Sede que traslade la sede a Los Ángeles y sea conocido como Obispo de Los Ángeles. Amat llegó al pueblo de Los Ángeles en 1855. El 7 de julio de 1859, la diócesis pasó a llamarse Diócesis de Monterey-Los Ángeles. La Concatedral de Santa Vibiana fue fundada en Los Ángeles y consagrada durante el episcopado de Amat, y él mismo trajo de Roma las reliquias de su santo patrón, que fueron enterradas en un sarcófago sobre el altar mayor de la catedral.
El Padre Amat viajó a Roma en 1869 para asistir al Concilio Vaticano I convocado por el papa Pío IX. El 28 de junio de 1870, el padre Amat fue orador durante la misa oficial de la 78.ª Congregación celebrada en el Vaticano.
El Concilio fue interrumpido cuando el rey Víctor Manuel II atacó a Roma y depuso al Papa Pío IX. Pío IX suspendió indefinidamente el Concilio el 20 de octubre de 1870.

### Disputa por las misiones californianas
Amat entró en conflicto con el fraile José González Rubio, OFM, de la Misión de Santa Bárbara, por el control de la misión después de que el presidente Abraham Lincoln devolviera las misiones de California a la Iglesia Católica. Los franciscanos afirmaron, sobre la base tanto de la ley de la Iglesia como de los fundamentos históricos, que las misiones estaban legítimamente bajo su jurisdicción directa y no la de la diócesis, y que, en el caso de la Misión Santa Bárbara, debían poseer la escritura.

### Instituciones fundadas
Amat fundó algunas de las primeras escuelas en Los Ángeles y pidió a sus compañeros vicentinos que abrieran el Saint Vincent's College (ahora conocido como Loyola Marymount University). Fue la primera institución de educación superior en el sur de California. Recibió a los Hermanos Franciscanos de Irlanda en su diócesis para trabajar en las escuelas parroquiales, así como a las Hijas de la Caridad y las Hermanas del Inmaculado Corazón de María.
Amat formalmente consagró el Cementerio del Calvario en North Broadway (antes Buena Vista Street) en Bishops Road en 1866. El sitio se había reservado en 1844. Las tumbas en el Cementerio del Calvario se trasladaron a la ubicación actual del cementerio para dar paso a Cathedral High School. Funda el Cementerio de Santa Clara de 30 acres (34°13′51″N 119°11′4″O / 34.23083, -119.18444) en Oxnard en 1874. El Cementerio de Santa María (3,69 acres) (34°16′53″N 119°16′51″O / 34.28139, -119.28083) en San Buenaventura fue adquirida por Amat en 1862 y lo bendijo en 1884. Dedicó la capilla de ladrillo de estilo neogótico a San Nicolás en el cementerio de la familia Workman en la ciudad de Industry.

## Muerte
Amat murió el 12 de mayo de 1878 en Los Ángeles, California, y fue sucedido por su obispo coadjutor, Francisco Mora y Borrell, quien (como Alemany y Amat) también era catalán. Originalmente fue enterrado en la cripta de la concatedral de Los Ángeles, pero, debido al daño del terremoto, ahora está enterrado en la cripta obispal de la Catedral de Nuestra Señora de los Ángeles, que la reemplazó en 2002.
Bishop Amat Memorial High School en La Puente, California, lleva su nombre y su lápida original se encuentra en la capilla de la escuela.